# الشبيبة الرياضية بالمنازه
الشبيبة الرياضية بالمنازه (بالفرنسية: Jeunesse sportive d'El Menzah)‏، هو نادي كرة سلة تونسي للمحترفين يقع مقره في المنزه بضواحي تونس العاصمة. تأسس النادي عام 1997، ويلعب في بطولة تونس لكرة السلة للرجال وبطولة تونس لكرة السلة للسيدات، الدرجة الأعلى للدوري في تونس، و يمثل تونس في المنافسات القارية والدولية.

## سجل ألقاب النادي لكرة السلة
فريق الرجال  :
- كأس الجامعة (0) :

♦ الدور النهائي  (1) : 2014.
فريق السيدات  :
- كأس تونس للسيدات  (1) : 2023.

## الهيئة المديرة
تركيبة الهيئة المديرة للشبيبة الرياضية بالمنازه
| الإسم              | الخطة        |
| قيس بلاح           | الرئيس       |
| إبراهيم دباش       | نائب الرئيس  |
| محمد بن عبد الغفار | الكاتب العام |
| وليد الكافي        | أمين المال   |

## وصلات خارجية
- صفحة الشبيبة الرياضية بالمنازه لكرة السلة على موقع كوووة.
- الموقع الرسمي للجامعة التونسية لكرة السلة.